# Lichttonübertragung
Als Lichttonübertragung bezeichnet man die Übertragung von analogen Niederfrequenzsignalen mittels Licht. Hierzu wird eine Lichtquelle mit dem zu übertragenden Signal angesteuert, um so einen modulierten Lichtstrom zu erhalten, welcher dann von einem lichtempfindlichen Element aufgefangen wird. Das Licht kann sowohl frei durch den Raum als auch in Lichtleitern oder innerhalb gekapselter Gehäuse (Optokoppler) übertragen werden. Verwandt, aber deutlich abzugrenzen, ist das beim Tonfilm eingesetzte Lichttonverfahren.

## Technik
Als Lichtquelle finden meist LEDs oder Glimmlampen Verwendung. Wegen der thermischen Trägheit des Glühfadens in Glühlampen sind diese nur bedingt geeignet, allerdings kann das Licht einer Glühlampe mit Hilfe einer Kerr-Zelle moduliert werden. Auch können Laser in Verbindung mit einer Pockels-Zelle als modulierte Lichtquelle dienen. Als Empfangselement fungiert ein Photoelement, beispielsweise Photozelle, Photowiderstand, Photodiode oder Phototransistor. Um eine verzerrungsarme Übertragung zu erreichen, wird das Eingangssignal meist einem Gleichstrom überlagert, um das System in einem günstigen Arbeitspunkt zu betreiben. Zur Minderung von Störungen wird z. B. durch Kapselung der Einfluss von Fremdlicht minimiert.

## Anwendungen
Die Lichttonübertragung in dieser einfachen Form wird zur galvanischen Trennung mit Hilfe von Optokopplern verwendet. Die Übertragung durch den freien Raum hat nur geringe praktische Bedeutung, sie ist aber Bestandteil vieler Experimentierkästen. Das Photophon ist eine frühe Anwendung der Technik, dort allerdings mit mechanischer Modulation der Lichtquelle. Mit Aufkommen der Laser- und Digitaltechnik erlebte das Grundprinzip eine Renaissance in Form der optischen Datenübertragung in Glasfasernetzen und optischen Richtfunksystemen.
Eine weitere Anwendung liegt in Form einer Infrarot-Hörhilfe vor, mit der vor allem Rundfunk- oder Fernsehton zur besseren Wahrnehmung für schwerhörige Personen übertragen werden.